# مشروع قانون مكافحة الإباحية والمواد الإباحية (إندونيسيا)
مشروع قانون مكافحة الإباحية والمواد الإباحية (بالإندونيسية: Rancangan Undang-Undang Anti Pornografi dan Pornoaksi) ويُعرف أحيانًا على أنه مشروع قانون العمل ضد الإباحية والأعمال الإباحية. هو مشروع قانون اقترحته الجمعية التشريعية الإندونيسية ديوان بيرواكيلان راكيات في 14 فبراير 2006.نوقش مشروع قانون مماثل من قبل وقدم دون جدوى في التسعينات، لكنه سحب وسط معارضة شديدة لبنوده.
اجتذب مشروع القانون 2005-2006 معارضة واسعة وتم إسقاطه، ولكن أعيد تقديمه في عام 2008 كمشروع قانون في المواد الإباحية. ينص مشروع القانون على أن أي شخص يتورط في المواد الإباحية وممارسة الإباحية سيعاقب على هذا الفعل القانون، وأن الإباحية هي كلمة مستجدة تعني «أفعال تعتبر غير لائقة». وهذا يشمل على سبيل المثال لا الحصر الأفعال العامة مثل تقبيل الأزواج، والنساء اللواتي يظهرن سررهن أو أكتافهن، والأشخاص الذين يرتدون في حمامات الشمس البيكينيات أو ملابس السباحة.
أثار هذا القانون رد فعل سلبي شديد من العديد من الناس الذين اعتقدوا أن الحكومة تحاول تقييد حريتهم. تبع ذلك العديد من المظاهرات العامة من قبل الأشخاص الذين دعموا مشروع القانون مثل حزب العدالة والرفاهية والزعماء الدينيين المسلمين، وأولئك الذين رفضوا مشروع القانون باعتباره واسع النطاق للغاية وفيه تقييدًا للحرية الشخصية.
تم تمرير مشروع القانون إلى قانون في 30 أكتوبر 2008 باعتباره القانون رقم 44 لعام 2008 بشأن المواد الإباحية.
في عام 2010 تم الطعن في قانون مكافحة المواد الإباحية، لكن المحكمة الدستورية الإندونيسية أيدت الحظر وقالت إن تعريف القانون للمواد الإباحية كان واضحًا ولا ينتهك الدستور.